# 多棘霞蝶魚
多棘霞蝶魚（Hemitaurichthys multispinosus），為輻鰭魚綱鱸形目蝴蝶魚科的其中一種。

## 分布
本魚分布於中太平洋的皮特凱恩群島。

## 深度
水深5至45公尺。

## 特徵
本魚吻略尖突，體型甚高，略呈正方形，體全身為灰銀色。背鰭硬棘18至20枚、軟條16至17枚；臀鰭硬棘3枚、軟條16至17枚。體長可達20公分。

## 生態
本魚棲息在岩礁區，以浮游生物為食。

## 經濟利用
可做觀賞魚，但較無經濟價值。